# Hacker Journal
Hacker Journal è la prima rivista di hacking italiana, fondata nel 2002. Inizialmente pubblicata da 4ever, è in seguito passata a Sprea Editori, a WLF Publishing e infine, dopo essere stata chiusa tra il 2011 e il 2018, nuovamente a Sprea.

## Storia
Dal maggio 2002 la rivista usciva in edicola di giovedì bisettimanalmente, anche se per gli ultimi numeri la frequenza di uscita era divenuta mensile.
Dal numero 189 passò ad una licenza Creative Commons. A partire dal numero 195, anche a seguito di problemi sorte durante operazioni di aggiornamento al sito connesse a diversi attacchi ricevuti ed il conseguente allontanamento della vecchia community (che ha creato di conseguenza il forum non ufficiale), la rivista si ripropose ai propri lettori con una nuova veste grafica ed un insieme di funzionalità e servizi aggiuntivi che interessavano sia il sito che la rivista stessa volti a migliorare l'interazione tra gli utenti e lo staff ed il coinvolgimento dell'intera comunità. Il 29 aprile 2010 venne pubblicato il numero 200 della rivista, con la prima parte di un corso di programmazione in linguaggio C.
Dal numero 202, Hacker Journal diventò mensile a causa della crisi editoriale e infine venne chiusa nel giugno 2011, eliminando anche il sito che conteneva tutti gli arretrati della rivista e il forum con migliaia di discussioni.
A dicembre 2017 torna attivo il dominio storico hackerjournal.it e infine il 5 gennaio 2018 viene pubblicato il numero 216, disponibile in versione cartacea o digitale. La rivista viene attualmente realizzata da Sprea Editori spa con cadenza bimestrale.

## Contenuti
La composizione della vecchia rivista era in generale questa: un editoriale, notizie riguardanti l'informatica, gli articoli; l'ultima facciata (la rivista non era provvista di copertina cartonata) poteva contenere un enigma crittografico, o un quesito di natura sondaggistica accompagnato da alcune delle risposte inviate dai lettori relative al quesito precedente.
Vi erano anche rubriche dedicate alle e-mail dei lettori, approfondimenti ed era possibile mettersi in contatto con la redazione per la segnalazione di articoli, guide, interviste e quant'altro attraverso il "Laboratorio dei lettori" il cui concetto era un po' quello della comunità open source: un gruppo di sviluppatori che sono anche fruitori di un software a cui lavorano per migliorarlo di continuo. Era possibile contare quindi su un parco collaboratori pressoché infinito, ognuno in grado di dare il proprio contributo.
La rivista trattava argomenti sia per utenti "avanzati" che per principianti, dividendo gli articoli in tre livelli di difficoltà: per Newbie, Mid Hacking e Hard Hacking (stringhe di codice, sicurezza, modding o overclocking).
Tra le caratteristiche peculiari della rivista si annoverava la presenza, all'apice della seconda pagina di ogni numero, al di sopra dell'editoriale, della definizione della parola hacker: "Persona che si diverte ad esplorare i dettagli dei sistemi di programmazione e come espandere le loro capacità, a differenza di molti utenti, che preferiscono imparare solamente il minimo necessario."